# Fulgens corona
Am 8. September 1953 veröffentlichte Papst Pius XII. die Enzyklika Fulgens corona (lat. für die strahlende Krone) zur hundertsten Wiederkehr des Jahrestags der Verkündigung des Dogmas der Unbefleckten Empfängnis Mariens.

## Das Dogma über die Aufnahme Mariens in den Himmel
Am 1. November 1950 verkündete Papst Pius XII. das Dogma von der Aufnahme Mariens in den Himmel, zuvor hatte er mit der Enzyklika Deiparae Virginis Mariae vom 1. Mai 1946 die Meinung und Stellungnahme der Bischöfe eingeholt.
Mit dieser Enzyklika regte er nun die Ausrufung eines marianischen Jahres im Jahre 1954 an, um die außerordentliche Heiligkeit der Mutter Christi hervorzuheben, wie sie in den Geheimnissen ihrer Empfängnis ohne Makel der Erbsünde und ihrer Aufnahme in den Himmel zum Ausdruck komme.